# Quito Challenger 2012
Il Quito Challenger 2012 è stato un torneo professionistico di tennis maschile giocato sulla terra rossa. È stata la 18ª edizione del torneo, facente parte dell'ATP Challenger Tour nell'ambito dell'ATP Challenger Tour 2012. Si è giocato a Quito in Ecuador dal 1° al 7 ottobre 2012.

## Partecipanti ATP

### Teste di serie
| Nazionalità     | Giocatore              | Ranking* | Testa di serie |
| --------------- | ---------------------- | -------- | -------------- |
| Portogallo      | Frederico Gil          | 131      | 1              |
| Francia         | Guillaume Rufin        | 132      | 2              |
| Argentina       | Martín Alund           | 134      | 3              |
| Brasile         | João Souza             | 152      | 4              |
| Argentina       | Eduardo Schwank        | 170      | 5              |
| Rep. Dominicana | Víctor Estrella Burgos | 186      | 6              |
| Colombia        | Carlos Salamanca       | 235      | 7              |
| Ecuador         | Júlio César Campozano  | 247      | 8              |

- 1 Ranking al 24 settembre 2012.

### Altri partecipanti
Giocatori che hanno ricevuto una wild card:
- Joseph Correa
- Lucas Dages
- José Chamba Gómez
- Nicolás Massú

Giocatori che sono passati dalle qualificazioni:
- Juan Carvajal
- Frederico Gil
- Miguel Ángel Reyes Varela
- Goran Tošić

## Campioni

### Singolare
- João Souza han battuto in finale  Guillaume Rufin con il punteggio di 6–2, 7–6(4)

### Doppio
- Juan Sebastián Cabal /  Carlos Salamanca hanno battuto in finale  Marcelo Demoliner /  João Souza con il punteggio di 7–6(7), 7–6(4)